# Lukáš Jurík
Lukáš Jurík (* 20. února 1982 Zvolen, Československo) je bývalý slovenský lední hokejista hrající na pozici středního útočníka. Ve své kariéře hrál jak ve své rodné zemi, tak také v zahraničí. Postupně nastupoval za kluby ze Zvolena, Kadaně, Žiliny, Brna, Banské Bystrice, Žlobina, Latgale, Spišské Nové Vsi, Innsbrucku a Slavie Praha (v té od sezóny 2015/2016), jíž dal přednost před kazašským HK Irtyš-Pavlodar. V polovině prosince roku 2015 ale ve Slavii na vlastní žádost skončil. Během června 2014 se oženil se Simonou Kukovou. Po sezóně 2017/2018, kterou dohrál za HC Nové Zámky, ukončil hráčskou kariéru.